# Köprülüzade Damat Numan Paixà
Köprülü Numan Pasha (Istanbul, 1670 - Càndia, 1719) fou un gran visir otomà fill de Köprülü Fazıl Mustafa Paşa (+1691).
Va ocupar alguns càrrecs menors i el juliol de 1700 fou nomenat sisè visir. El març de 1701 fou nomenat beglerbegi d'Erzurum i després d'Anadolu (octubre 1702). El 1703 s'havia de casar amb Aixa Sultan (filla de Mustafà II) però el matrimoni fou posposat a causa de la revolta d'Edirne wakasi que va acabar amb l'enderrocament de Mustafà (22 d'agost de 1703) i la pujada al tron d'Ahmet III.
Llavors fou nomenat comandant d'Egriboz (Eubea) i abans del juny de 1704 enviat a Creta. El 10 de febrer de 1706 fou traslladat a Boghaz Hisari, però retornat a Creta poc després. L'abril de 1708 per fi es va poder casar amb Aixa Sultan, però no va poder consumar fins un o dos anys després. L'agost de 1709 fou altre cop comandant d'Egriboz, però al desembre fou cridat a Istanbul per consumar el matrimoni i després fou nomenat beglerbegi de Bòsnia (11 de desembre de 1709) tot i que finalment fou enviat com a comandant de Belgrad (4 de gener de 1710). El 16 de juny de 1710 fou nomenat gran visir per considerar-se que seria més dur contra els russos i podria tractar millor amb Carles XII de Suècia. El nou gran visir va declarar que enviaria a Carles XII a Suècia, acompanyat per un exèrcit, la primavera següent i va buscar la pau amb Rússia. Això no va agradar i fou destituït al cap de dos mesos (17 d'agost de 1710) i enviat altre cop a Egriboz; fou després comandant a la Canea (desembre de 1710), Candia (desembre de 1711) sandjakbeg de Yanya (8 de novembre de 1713) i governador de Bòsnia i comandant de Karadagh (1714),. En aquest darrer càrrec va combatre els rebels de Karadagh que tenien el suport venecià (octubre de 1714). El gener de 1715 fou enviat al govern de Belgrad, però la situació allí era delicada i els reclutes locals desertaven, i com que no va poder redreçar-la fou destituït l'abril i enviat a governar els sandjaks d'Ičil i Menteşe encarregat de combatre el bandidatge. El setembre de 1716 fou enviat com a governador (beglerbegi) i comandant (muhafiz) de Xipre i al cap de tres mesos comandant militar (sardar) de Bòsnia sense perdre Xipre. L'agost de 1717 els austríacs van ocupar Belgrad però Köprülü Numan Pasha va rebutjar els atacs sobre Bòsnia i els va obligar a aixecar el setge de Izvornik (octubre de 1717) mantenint la situació sota control fins al tractat de Passarowitz de 21 de juliol de 1718. Llavors va demanar el govern de Creta que li fou concedit (agost de 1718) però malalt des que va arribar a l'illa, va morir el 6 de febrer de 1719. També foren notables dos germans seus més petits. Köprülü_Numan_Pasha va deixar un fill, Hafiz Ahmed Pasha (+1769) que fou una personalitat de la vida otomana.